# Loyall
Loyall és una població dels Estats Units a l'estat de Kentucky. Segons el cens del 2000 tenia 766 habitants.

## Demografia
Segons el cens del 2000, Loyall tenia 766 habitants, 339 habitatges, i 227 famílies. La densitat de població era de 869,9 habitants/km².
Dels 339 habitatges en un 26% hi vivien nens de menys de 18 anys, en un 50,7% hi vivien parelles casades, en un 11,5% dones solteres, i en un 33% no eren unitats familiars. En el 31,6% dels habitatges hi vivien persones soles el 13,6% de les quals corresponia a persones de 65 anys o més que vivien soles. El nombre mitjà de persones vivint en cada habitatge era de 2,26 i el nombre mitjà de persones que vivien en cada família era de 2,82.
Per edats la població es repartia de la següent manera: un 20,6% tenia menys de 18 anys, un 8,9% entre 18 i 24, un 28,7% entre 25 i 44, un 26,2% de 45 a 60 i un 15,5% 65 anys o més.
L'edat mediana era de 40 anys. Per cada 100 dones de 18 o més anys hi havia 81 homes.
La renda mediana per habitatge era de 26.250 $ i la renda mediana per família de 31.607 $. Els homes tenien una renda mediana de 25.893 $ mentre que les dones 20.313 $. La renda per capita de la població era de 14.997 $. Entorn del 15,8% de les famílies i el 15,9% de la població estaven per davall del llindar de pobresa.

## Poblacions més properes
El següent diagrama mostra les poblacions més properes.